# جوني واتسون (عازف قيثارة)
جوني واتسون (بالإنجليزية: Johnny "Guitar" Watson)‏ (و. 1935 – 1996 م) هو عازف قيثارة، ومغني، وعازف بيانو أمريكي، ولد في هيوستن، يستخدم آلات قيثارة، وبيانو، بدأ مشواره المهني سنة 1952، توفي في يوكوهاما، عن عمر يناهز 61 عاماً، بسبب نوبة قلبية.

## وصلات خارجية
- جوني واتسون على موقع IMDb (الإنجليزية)
- جوني واتسون على موقع ميوزك برينز (الإنجليزية)
- جوني واتسون على موقع إن إن دي بي (الإنجليزية)
- جوني واتسون على موقع أول ميوزيك (الإنجليزية)
- جوني واتسون على موقع أول ميوزيك (الإنجليزية)
- جوني واتسون على موقع ديسكوغز (الإنجليزية)

- جوني واتسون في قاعدة بيانات الأفلام على الإنترنت